# Салим, Агус
Хаджи Агус Салим (индон. Haji Agus Salim, МФА: ˈaɡʊs ˈsalɪm, при рождении Мушудул Хак Салим (индон. Musyudul Haq Salim); 1884—1954) — индонезийский политический деятель, национальный герой Индонезии. Активный участник борьбы за независимость Индонезии. Участвовал в составлении Конституции Индонезии 1945 года, с 1947 по 1949 год занимал должность министра иностранных дел. Лидер партии Сарекат Ислам.

## Биография
Агус Салим родился 8 октября 1884 года в Кото-Гаданге, на Западной Суматре, в семье Сутана Мухаммада Салима (индон. Sutan Muhammad Salim), и Сити Заенаб (индон. Siti Zaenab). При рождении получил имя Мушудул Хак (индон. Musyudul Haq), однако впоследствии предпочитал пользоваться в качестве личного имени прозвищем Агус. Отец Салима служил прокурором (индон. hoofd djaksa) в Высшем суде Риау; его служба положительно оценивалось голландской колониальной администрацией, и он получил за неё медаль от королевы Вильгельмины.
В 1890 году он поступил в начальную школу для европейцев (нидерл. Europeesche Lagere School), которую окончил в 1897 году; также в этот период он занимался изучением ислама. С 1897 по 1903 годы учился в высшей гражданской школе (индон. Hogere Burgerschool), окончив её в возрасте 19 лет. После окончания школы попытался поступить в университет на медицинский факультет, надеясь получить стипендию колониального правительства, но в стипендии ему было отказано. В 22 года, выполняя последнюю волю своей матери, устроился на работу в голландское консульство в Джидде, Саудовская Аравия; его семья надеялась, что там он продолжит изучение ислама под руководством своего дяди Ахмада Хатиба (индон. Ahmad Khatib). Во время службы в посольстве Салим работал гидом и переводчиком для индонезийских паломников, направлявшихся в Мекку.
В 1915 году Салим вступил в партию Сарекат Ислам, вскоре став вторым членом в её руководстве после лидера партии Чокроаминото. Сотрудничество между Салимом и Чокроаминото было настолько тесным, что они стали известны под прозвищем «двое, как один» (индон. dwi tunggal).. В 1934 году, после смерти Чокроаминото, Салим сменил его на посту лидера Сарекат Ислам.
В своём родном городе Салим открыл школу; согласно действующей в то время классификации образовательных учреждений, она относилась к «нидерландским школам для коренного населения» (индон. Hollandsch Inlandsche School). Затем он некоторое время занимался переводами для одной из газет в Батавии. В 1917 году был главным редактором газет Neradja и Balai Pustaka (Литературное бюро). В 1917-1919 годах был главным редактором нидерландоязычной газеты Bataviaasch Nieuwsblad (Батавская газета).
Во время голландского правления Салим активно занимался журналистикой, призывая в своих статьях к соблюдению прав человека и предоставлению Индонезии независимости. В статье «Прогресс как проблема собственности», опубликованной 11 октября 1917 года, он опровергал аргументы представителей колониальной администрации, говоривших о невозможности предоставления независимости из-за низкого уровня экономического развития колонии. Он утверждал, что только независимость позволит Индонезии ускорить своё экономическое развитие.
Салим принимал активное участие в процессе провозглашения независимости Индонезии, входил в состав Исследовательского комитета по подготовке индонезийской независимости и ещё ряда ведомств, занимавшихся этой проблемой. При его активном участии была составлена Конституция Индонезии, в том числе её основополагающие принципы — Панча Сила.
После провозглашения независимости Индонезии занимал посты заместителя министра иностранных дел в 1946—1947 годах и министра иностранных дел с 1947 по 1949 год во втором и третьем кабинете Шарира, первом и втором кабинете Шарифуддина, первом и втором кабинете Хатты. На этом посту он сделал большой вклад в международное признание Индонезии, совершив в 1947 году турне по арабским странам с целью добиться признания ими молодого государства; благодаря его усилиям, Индонезия была признана Египтом, Ираном, Ливаном и Саудовской Аравией. 1 декабря 1947 года с Египтом был заключён договор о дружбе. Также Салим был членом индонезийской делегации на сессии Совета Безопасности ООН в Лейк-Саксессе, штат Нью-Йорк.
Агус Салим скончался 4 ноября 1954 года, спустя 27 дней после своего 70-летия.

## Память
После смерти Салима характеризовали как «патриарха движения за независимость Индонезии и лидера-ветерана индонезийского ислама» (индон. Grand Old Man of the Indonesian Independence movement and veteran leader of Indonesian Islam). Первый президент Индонезии Сукарно описывал его как «интеллектуального улема» (индон. ulama intelek), лидера, сумевшего объединить исламскую науку и западное обучение. Вице-президент Мохаммад Хатта говорил, что наибольшей заслугой Салима перед Индонезией было достижение признания де-юре её независимости арабскими странами.
В честь Салима названа одна из главных улиц в Джакарте, а также Стадион Хаджи Агуса Салима в Паданге.

## Награды
- Национальный герой Индонезии (1961);
- Орден «Звезда Республики Индонезии» 3-й степени (1992)[13];
- Орден «Звезда Махапутра» 1-й степени (17 августа 1960);
- Медаль «В память борьбы за независимость» (20 мая 1961).

## Галерея

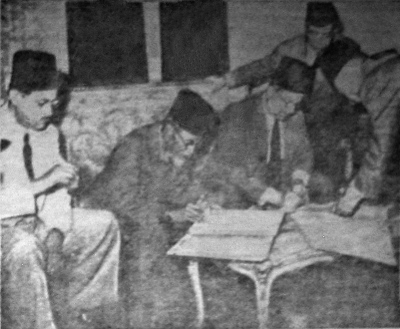
Церемония подписания договора о дружбе между Индонезией и Египтом. 1 декабря 1947 года.
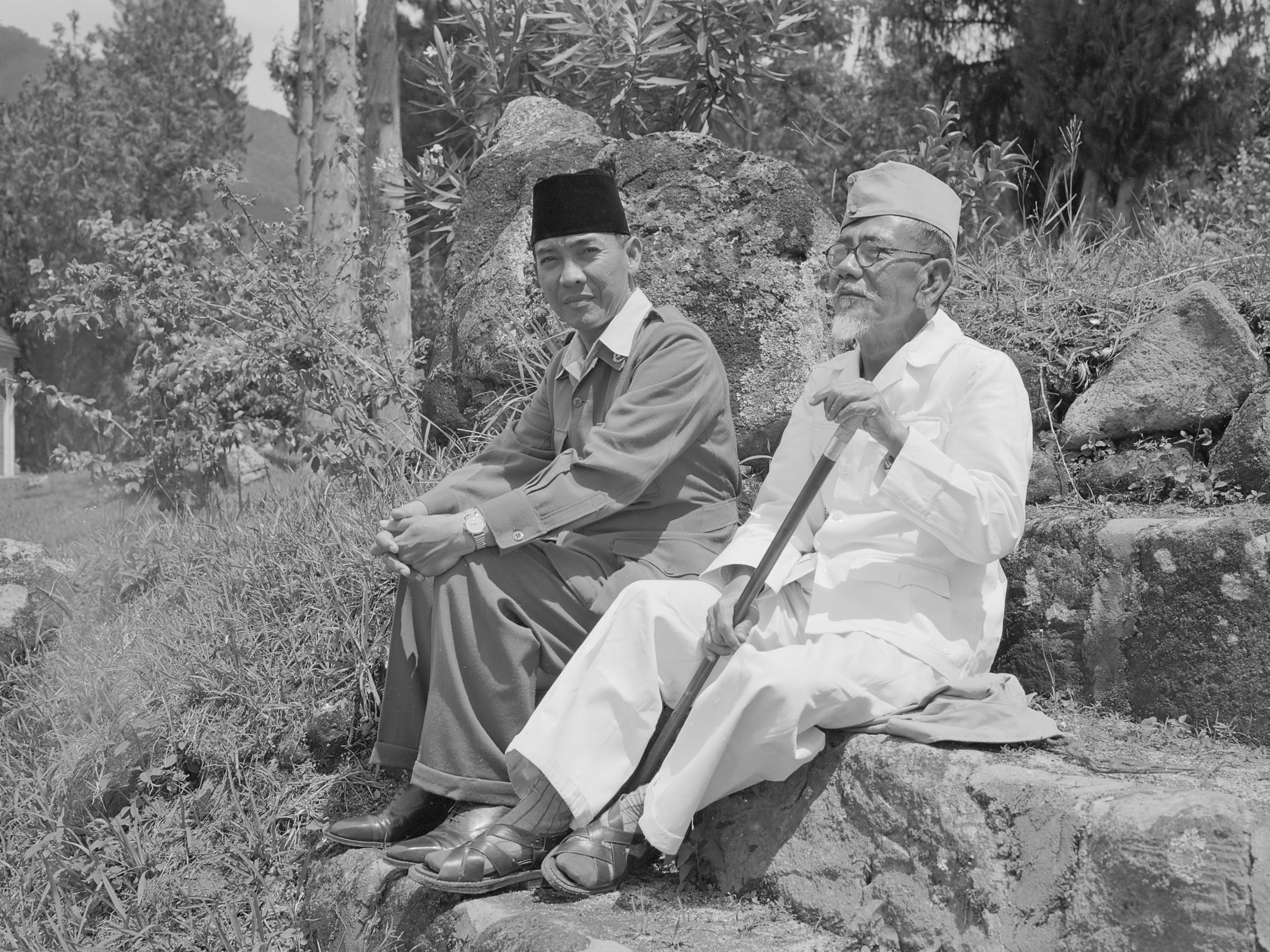
Сукарно и Агус Салим в голландском плену. 1949 год.
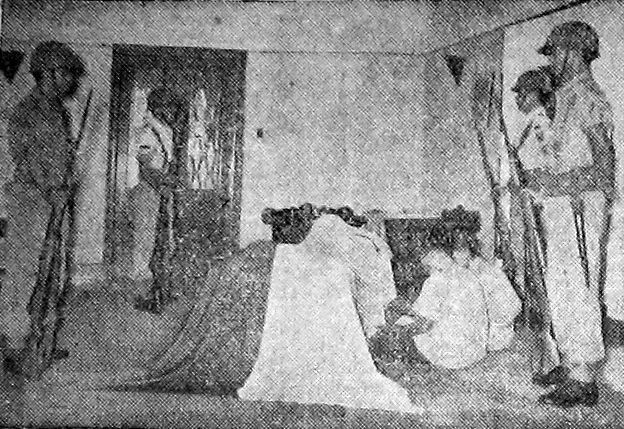
Похороны Агуса Салима. 1954 год.
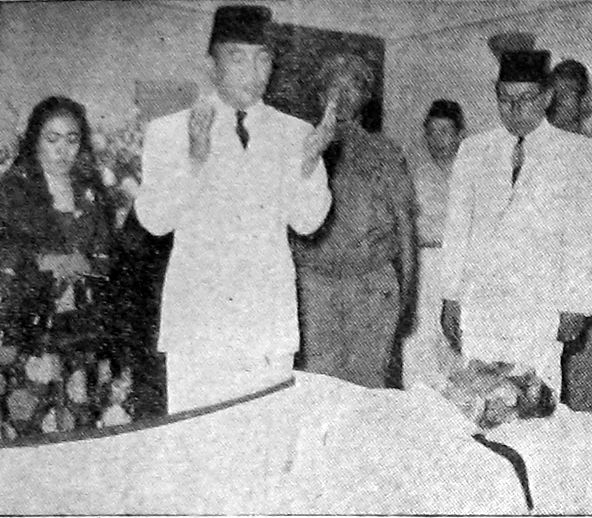
Сукарно на похоронах Агуса Салима. 1954 год.